# ダリオ・エレーラ
ダリオ・ウンベルト・エレーラ（スペイン語: Darío Humberto Herrera、1985年2月24日 - ）は、アルゼンチン・ネウケン州出身のサッカー審判員。プリメーラ・ディビジオン（アルゼンチン1部）で主審を務めるほか、2015年から国際サッカー連盟 (FIFA) に国際審判員として登録されている。
アルゼンチンスポーツ審判員組合 (SARDA) に加盟。

## 来歴
2013年にコロン対ベレス・サルスフィエルドの試合で主審デビュー。
2013年プリメーラ・ディビジオンのトルネオ・イニシアル（開幕トーナメント）第5節のサン・ロレンソ対リーベル・プレートの試合で生じたPKにおいて、一旦はGKマルセロ・バロベロがフリオ・ブッファリーニのキックを止めるものの、線審との協議の上「バロベロがキック前に動いた」としてPKのやり直しを指示、これをブッファリーニが決めて1-0でサン・ロレンソが勝利したことで物議を醸した。

### スーペルクラシコ
2015年5月、コパ・リベルタドーレスのラウンド16で実現したボカ・ジュニアーズとリーベル・プレートの対戦で、ラ・ボンボネーラで行われた2ndレグの主審を担当。エレーラにとって初めての「スーペルクラシコ」での主審にして初の国際試合担当でもあった。しかしこの試合は、ハーフタイムにピッチに戻ろうとした選手達に対するゼネアイゼ（ボカ・ジュニアーズのサポーター）の襲撃を受け試合が中断してしまう。
プリメーラ・ディビシオン・チャンピオンシップ第24節で実現した2度目のスーペルクラシコでもエレーラとフェルナンド・ラパリーニが担当、9月13日にエスタディオ・モヌメンタルで行われた試合を担当した